# Charles Pozzi
Charles Pozzi właściwie Carlos Alberto Pozzi (ur. 27 sierpnia 1909 w Paryżu, zm. 28 lutego 2001 w Levallois-Perret) – francuski kierowca wyścigowy pochodzenia włoskiego. Uczestnik jednego wyścigu o Grand Prix Formuły 1.

## Życie prywatne
Urodzony jako Carlos Alberto Pozzi we włoskiej rodzinie. Bardziej znany pod imieniem Charles, które jest francuskim odpowiednikiem imienia Carlos. Pracował jako makler samochodowy, a jego kariera wyścigowa zaczęła się w wieku 37 lat.

## Kariera wyścigowa
W roku 1946 wystartował w samochodzie Delahaye w wyścigach zaliczanych do cyklu Grand Prix of Bourgogne - Dijon, w których zajął ostatecznie 4. miejsce. Startował także w Le Mans Grand Prix w Nantes, gdzie zajął 5. miejsce. W 1949 roku wygrał Grand Prix de l'ACF w Saint Gaudens. W roku 1950 wystartował wspólnie z Louisem Rosierem w wyścigu o Grand Prix Francji zajmując szóste miejsce.

## Charles Pozzi S.A.
Po zakończeniu kariery wyścigowej Charles Pozzi założył firmę Charles Pozzi S.A., która była oficjalnym importerem Ferrari i Maserati we Francji. W roku 2003 firma została wchłonięta przez Ferrari.
Pozzi zmarł w wieku niespełna 92 lat na przedmieściach Paryża.

## Wyniki

### Formuła 1
| Legenda oznaczeń w tabelach wyników Wyświetl szablon na nowej stronie | Legenda oznaczeń w tabelach wyników Wyświetl szablon na nowej stronie                                                                     |
| Oznaczenie                                                            | Wyjaśnienie |
| --------------------------------------------------------------------- | --- |
| Złoty                                                                 | Zwycięzca lub mistrzostwo |
| Srebrny                                                               | 2. miejsce lub wicemistrzostwo |
| Brązowy                                                               | 3. miejsce lub II wicemistrzostwo |
| Zielony                                                               | Ukończył, punktował (w klasyfikacji generalnej, gdy zdobył co najmniej jeden punkt na przestrzeni sezonu, poza trzema powyższymi opcjami) |
| Niebieski                                                             | Ukończył, nie punktował (w klasyfikacji generalnej, gdy nie zdobył co najmniej jednego punktu na przestrzeni sezonu)                      |
| Czerwony                                                              | Nie zakwalifikował się (NZ) |
| Czerwony                                                              | Nie prekwalifikował się (NPK) |
| Różowy                                                                | Nie ukończył (NU) |
| Różowy                                                                | Niesklasyfikowany (NS) (w klasyfikacji generalnej, gdy nie został sklasyfikowany w żadnym wyścigu sezonu)                                 |
| Czarny                                                                | Zdyskwalifikowany (DK) |
| Czarny                                                                | Wykluczony (WYK/EX) |
| Biały                                                                 | Nie wystartował (NW) |
| Biały                                                                 | Kontuzjowany (K/INJ) |
| Biały                                                                 | Wyścig odwołany (OD/C) |
| Bez koloru                                                            | Został wycofany (WYC/WD) |
| Bez koloru                                                            | Nie przybył (NP/DNA) |
| Bez koloru                                                            | Nie brał udziału w treningach (NT/DNP) |
| Bez koloru                                                            | Nie został zgłoszony (–) |
| Pogrubienie                                                           | Start z pole position |
| Kursywa                                                               | Najszybsze okrążenie wyścigu |
| †                                                                     | Nie ukończył, ale jego rezultat został zaliczony ze względu na przejechanie więcej niż 90% dystansu wyścigu.                              |
| *                                                                     | Sezon w trakcie |
| 1/2/3                                                                 | Punktowana pozycja w sprincie kwalifikacyjnym                                                                                             |
| Lista systemów punktacji Formuły 1                                    | |

| Rok  | Zespół        | Samochód         | Wyniki w poszczególnych eliminacjach | Wyniki w poszczególnych eliminacjach | Wyniki w poszczególnych eliminacjach | Wyniki w poszczególnych eliminacjach | Wyniki w poszczególnych eliminacjach | Wyniki w poszczególnych eliminacjach | Wyniki w poszczególnych eliminacjach | Pkt. | Msc. |
| ---- | ------------- | ---------------- | ------------------------------------ | ------------------------------------ | ------------------------------------ | ------------------------------------ | ------------------------------------ | ------------------------------------ | ------------------------------------ | ---- | ---- |
| 1950 | Charles Pozzi | Talbot-Lago T26C | GBR                                  | MCO                                  | USA                                  | SUI                                  | BEL                                  | FRA                                  | ITA                                  | 0    | NS   |
| 1950 | Charles Pozzi | Talbot-Lago T26C | –                                    | NP                                   | –                                    | –                                    | –                                    | 6                                    | –                                    | 0    | NS   |